# Queen on Fire: Live at the Bowl
Albums de Queen
Greatest Hits III
(1999) Return of the Champions
(2005)
Queen on Fire: Live at the Bowl est un double album live de Queen, enregistré à Milton Keynes National Bowl en 1982 pendant la tournée de promotion de l'album Hot Space.
Il est sorti en double CD, triple LP et DVD en 2004.

## Liste des pistes

### CD 1
1. Flash
2. The Hero
3. We Will Rock You (Fast)
4. Action This Day
5. Play the Game
6. Staying Power
7. Somebody To Love
8. Now I'm Here
9. Dragon Attack
10. Now I'm Here (Reprise)
11. Love of My Life
12. Save Me
13. Back Chat

### CD 2
1. Get Down Make Love
2. Guitar Solo
3. Under Pressure
4. Fat Bottomed Girls
5. Crazy Little Thing Called Love
6. Bohemian Rhapsody
7. Tie Your Mother Down
8. Another One Bites the Dust
9. Sheer Heart Attack
10. We Will Rock You
11. We Are the Champions
12. God Save the Queen

## DVD
1. Flash
2. The Hero
3. We Will Rock You (Fast)
4. Action This Day
5. Play the Game
6. Staying Power
7. Somebody To Love
8. Now I'm Here
9. Dragon Attack
10. Now I'm Here (Reprise)
11. Love Of My Life
12. Save Me
13. Back Chat
14. Get Down Make Love
15. Guitar Solo
16. Under Pressure
17. Fat Bottomed Girls
18. Crazy Little Thing Called Love
19. Bohemian Rhapsody
20. Tie Your Mother Down
21. Another One Bites the Dust
22. Sheer Heart Attack
23. We Will Rock You
24. We Are the Champions
25. God Save the Queen